# Supercoppa italiana 2015
La Supercoppa italiana 2015, denominata Supercoppa TIM per ragioni di sponsorizzazione, è stata la 28ª edizione della competizione disputata l'8 agosto 2015 allo stadio di Shanghai a Shanghai, in Cina.. La sfida è stata disputata tra la Juventus, vincitrice della Serie A 2014-2015 e detentrice della Coppa Italia 2014-2015, e la Lazio, finalista di quest'ultima.
I bianconeri hanno trionfato per la 7ª volta, divenendo così il club col maggior numero di successi nella competizione.
Con questo successo la Juventus ha eguagliato il tris nazionale conseguito nel 1995 (campionato italiano, Coppa Italia e Supercoppa italiana) ed è tornata a vincere tre trofei nell'arco di un anno solare dopo 18 anni (nel 1997 conquistò, in ordine, Supercoppa UEFA, campionato italiano e Supercoppa italiana). In riferimento alla stagione 2015-2016, con le successive vittorie in Serie A e Coppa Italia ha realizzato il suo primo treble nazionale, a dieci anni di distanza dall'unico precedente dell'Inter nel 2005-2006.

## Partecipanti
| Squadre  | Qualificazione                                                   | Partecipazioni precedenti (il grassetto indica la vittoria)     |
| -------- | ---------------------------------------------------------------- | --------------------------------------------------------------- |
| Juventus | Vincitore della Serie A 2014-2015 e della Coppa Italia 2014-2015 | 10 (1990, 1995, 1997, 1998, 2002, 2003, 2005, 2012, 2013, 2014) |
| Lazio    | Finalista perdente della Coppa Italia 2014-2015                  | 5 (1998, 2000, 2004, 2009, 2013)                                |

## Antefatti
Per la quinta volta nella storia della competizione, la seconda squadra (ospite pro forma) partecipa in quanto finalista perdente della precedente Coppa Italia, vinta in una doppietta dalla squadra anche detentrice dello scudetto: era già accaduto nel 1995, nel 2000, nel 2006 e nel 2010.
È stata la terza finale tra Juventus e Lazio, dopo l'edizione del 1998 (vinta dai biancocelesti a Torino per 1-2) e del 2013 (vinta dai bianconeri all'Olimpico di Roma per 4-0).
Entrambe le società hanno già disputato una finale di Supercoppa italiana in Cina, ma a Pechino: nel 2009 la Lazio sconfisse l'Inter di Mourinho 2-1, mentre nel 2012 la Juventus superò il Napoli di Mazzarri 4-2 dopo i tempi supplementari.

## Contesto
In vista della finale, il tecnico dei torinesi Allegri schierò l'ormai saldo 3-5-2 alla base dei successi bianconeri nella prima metà del decennio, con Buffon in porta e la difesa a tre composta da Barzagli, Bonucci e Cáceres (quest'ultimo in sostituzione dell'infortunato Chiellini); a centrocampo Sturaro, Marchisio e Pogba sono supportati dagli esterni Evra e Lichtsteiner, mentre la coppia d'attacco è formata da Coman e dal neoacquisto Mandžukić. Il tecnico dei biancocelesti Pioli schierò invece un propositivo 4-3-3 con Marchetti tra i pali; Basta, de Vrij, Gentiletti e Radu in difesa; Cataldi, Biglia e Onazi a centrocampo; Candreva, Klose e Felipe Anderson nel tridente d'attacco.

## La partita
Arbitrata dal fischietto Banti, la gara comincia con la Juventus votata all'attacco alla ricerca del gol del vantaggio, mentre i biancocelesti sembrano in grande difficoltà nell'uscire dalla loro metà campo. La prima conclusione bianconera avviene all'8' con Pogba, che raccoglie un cross di Lichtsteiner, ma il suo colpo di testa finisce a lato della porta di Marchetti. Con il passare dei minuti la partita diventa tuttavia tirata e non particolarmente spettacolare, complice anche il caldo afoso presente a Shanghai, terminando difatti a reti inviolate dopo i primi 45' di gioco.
Nella ripresa la gara si ravviva immediatamente. Al 47' un'azione personale di Pogba libera Mandžukić, il quale s'invola solitario verso la porta laziale ma la sua conclusione viene neutralizzata da Marchetti; dopo la respinta dell'estremo difensore biancoceleste, il pallone finisce tra i piedi di Radu che, però, sbaglia la ripartenza riconsegnando la sfera a Mandžukić, il quale a sua volta appoggia per Pogba la cui conclusione da fuori area sfiora il palo alla sinistra del numero uno laziale. Dopo aver rischiato di subire gol, i capitolini provano a scuotersi con un tiro da fuori dello stesso Radu che termina però alto sopra la traversa di Buffon. Intorno al 60' la squadra di Pioli crea gioco, concludendo due volte in porta con Onazi prima e con Klose dopo, senza trovare la rete.
Al 69' la Juventus passa in vantaggio: Mandžukić sfrutta un cross dalla destra di Sturaro e con un colpo di testa insacca in rete alle spalle di Marchetti. In seguito la Lazio cerca subito il pareggio, ma il tiro da fuori di Felipe Anderson viene agevolmente parato da Buffon. Due minuti dopo (73') ancora Mandžukić supera Cataldi sulla fascia destra e crossa in mezzo all'area biancoceleste trovando Pogba, il quale controlla il pallone per poi servire Dybala, nel frattempo subentrato al 60' a un impalpabile Coman: l'attaccante argentino, al debutto in maglia bianconera, lascia partire una potente conclusione di sinistro che trafigge la porta di Marchetti portando così il risultato sul 2-0 in favore della squadra di Allegri.
All'80' i biancocelesti provano ad accorciare le distanze, ma il calcio di punizione battuto da Candreva termina di poco alto sopra la traversa di Buffon. La squadra romana ha poi un'altra occasione per tornare in partita, ancora con Candreva all'86', ma il tiro ravvicinato dell'esterno biancoceleste viene ribattuto in calcio d'angolo da Bonucci. Da qui in poi i torinesi si limitano a gestire il doppio vantaggio nei minuti di recupero e la gara termina dunque con la vittoria della Juventus che conquista la settima Supercoppa italiana della propria storia.

## Tabellino
| Arbitro: | Banti (Livorno) |

|                          |           |  |
| Mandžukić 69’ Dybala 73’ | Marcatori |  |

| Juventus | Lazio |

| Juventus: (3-5-2)    |    |                      |  |     |
|                      |    |                      |  |     |
| P                    | 1  | Gianluigi Buffon (c) |  |     |
| D                    | 15 | Andrea Barzagli      |  |     |
| D                    | 19 | Leonardo Bonucci     |  |     |
| D                    | 4  | Martín Cáceres       |  |     |
| C                    | 26 | Stephan Lichtsteiner |  |     |
| C                    | 27 | Stefano Sturaro      |  | 89’ |
| C                    | 8  | Claudio Marchisio    |  |     |
| C                    | 10 | Paul Pogba           |  |     |
| C                    | 33 | Patrice Evra         |  |     |
| A                    | 11 | Kingsley Coman       |  | 60’ |
| A                    | 17 | Mario Mandžukić      |  | 77’ |
| A disposizione:      |    |                      |  |     |
| P                    | 25 | Neto                 |  |     |
| P                    | 34 | Rubinho              |  |     |
| D                    | 2  | Mauricio Isla        |  |     |
| D                    | 24 | Daniele Rugani       |  |     |
| D                    | 42 | Giulio Parodi        |  |     |
| C                    | 20 | Simone Padoin        |  |     |
| C                    | 37 | Roberto Pereyra      |  | 89’ |
| C                    | 40 | Mattia Vitale        |  |     |
| C                    | 43 | Andrés Tello         |  |     |
| A                    | 7  | Simone Zaza          |  |     |
| A                    | 14 | Fernando Llorente    |  | 77’ |
| A                    | 21 | Paulo Dybala         |  | 60’ |
| Allenatore:          |    |                      |  |     |
| Massimiliano Allegri |    |                      |  |     |

| Lazio: (4-3-3)  |    |                         |  |     |
|                 |    |                         |  |     |
| P               | 22 | Federico Marchetti      |  |     |
| D               | 8  | Dušan Basta             |  |     |
| D               | 3  | Stefan de Vrij          |  |     |
| D               | 6  | Santiago Gentiletti     |  |     |
| D               | 26 | Ștefan Radu             |  |     |
| C               | 32 | Danilo Cataldi          |  | 75’ |
| C               | 20 | Lucas Biglia (c)        |  |     |
| C               | 23 | Ogenyi Onazi            |  |     |
| A               | 87 | Antonio Candreva        |  |     |
| A               | 11 | Miroslav Klose          |  | 61’ |
| A               | 10 | Felipe Anderson         |  | 87’ |
| A disposizione: |    |                         |  |     |
| P               | 55 | Guido Guerrieri         |  |     |
| P               | 99 | Etrit Berisha           |  |     |
| D               | 2  | Wesley Hoedt            |  |     |
| D               | 4  | Patric                  |  |     |
| D               | 29 | Abdoulay Konko          |  |     |
| D               | 33 | Maurício                |  |     |
| C               | 7  | Ravel Morrison          |  | 87’ |
| C               | 21 | Sergej Milinković-Savić |  |     |
| C               | 70 | Chris Oikonomidis       |  |     |
| A               | 9  | Filip Đorđević          |  | 61’ |
| A               | 14 | Keita Baldé             |  |     |
| A               | 88 | Ricardo Kishna          |  | 75’ |
| Allenatore:     |    |                         |  |     |
| Stefano Pioli   |    |                         |  |     |